# تحت نصب الحرية
برنامج تلفزيوني عراقي يومي كان يعرض على القناة العراقية عام 2006-2007. يتناول معاناة المواطن العراقي دون قيود أو مجاملات.
البرنامج من اعداد وتقديم الأديب الشاعر والكاتب الساخر المعروف وجيه عباس صاحب كتاب (عولمة بالدهن الحر)، تم تقديم (170)حلقة منه على قناة العراقية وكان يتم بث البرنامج الساعة السابعة والنصف، كثرت الشكاوى من قبل المسؤولين الذين يقعون تحت طائلة لسان معده ومقدهه إلى الحد الذي حدا بقناة العراقية من اغلاق البرنامج مرتين، الأولى كانت بسبب نصيحة أحد أعضاء هيئة الامناء والثانية بسبب الهواتف الخاصة التي تاتي من مكتب رئيس الوزراء، مما حدا بالكاتب وجيه عباس إلى ترك قناة العراقية واعاد بث البرنامج من قناة الفرات الفضائية وخمسة اذاعات تبث البرنامج تباعا وهي اذاعة الوطن من بغداد واذاعة الاهوار من الناصرية واذاعة السماوة من السماوة واذاعة النخيل من البصرة واذاعة واسط لاهمية البرنامج ومحاكاته لامال والام المواطن العراقي، يبث البرنامج الساعة السابعة والربع صباحا وحتى الثامنة الا عشر دقائق.كتب عن البرنامج كتاب عراقيون نذكر منهم جواد القابجي واحمد مطير وناصر سعيد وغيرهم.
- نحن نحتاج إلى أصوات تكشف الزيف الذي تتمتع به القيادات الفاسدة في العراق.. وبحاجة إلى خيرين من امثال الاخ وجيه. وقفة: بقدر خوفنا على هذا الرجل من أي سوء يمسه من ايتام النظام السابق... فقد يشك البعض بانها تمثيلية فهل يعقل كذا مليون في العراق يخشون الظهور على الشاشة يقولو كلمة حق وان هذا الإنسان الشربف يبيع نفسه للوطن وللفقراء نكاية بالانتحاريين الجبناء من القاعدة !؟